# Fingernails
Fingernails (en España, Esto va a doler) es una película de drama romántico y ciencia ficción próxima a estrenar escrita y dirigida por Christos Nikou. Fue seleccionada para su estreno en la 48.º edición del Festival Internacional de Cine de Toronto que se llevará en septiembre. En cines, tendrá un Estreno limitado el 27 de octubre de 2023, para después ser estrenada en Apple TV+ el 3 de noviembre.

## Trama
Anna (Jessie Buckley) y Ryan (Jeremy Allen White) parecen que han encontrado el amor verdadero; sin embargo, hay un problema, y es que Anna sigue sin estar segura de ellos. Deciden someterse a una evaluación desarrollada por alta tecnología para conocer su compatibilidad de pareja, es allí donde conocerá a Amir (Riz Ahmed) y comenzará su dilema.

## Elenco
| - Jessie Buckley como Anna, novia de Ryan. - Riz Ahmed como Amir, compañero de trabajo de Anna. - Jeremy Allen White como Ryan, novio de Anna. - Luke Wilson como Duncan, jefe de Anna. - Annie Murphy como Natasha, novia de Amir. - Nina Kiri como Liane - Christian Meer como Rob | - Amanda Arcuri como Sally - Clare McConnell as Carrie - Katy Breier como Alexandra - Juno Rinaldi como el director - Jim Watson como Dan - Varun Saranga como Garth |

## Producción
La película se anunció en enero de 2021, con Carey Mulligan como protagonista y Christos Nikou escribiendo y dirigiendo, lo que marca el debut en inglés del cineasta griego. Mulligan se unió al proyecto tras ver y quedar impresionado por la película anterior de Nikou Apples. No obstante, en mayo de 2022, se confirmó a Jessie Buckley, quién reemplazaría a Mulligan y a Riz Ahmed como protagonistas. Apple Studios también adquiriría los derechos de la película ese mismo mes. Jeremy Allen White se unió al elenco en septiembre de 2022.
La fotografía principal se desarrolló en Toronto y en Hamilton, Ontario, entre octubre y diciembre de 2022.

## Recepción
En el sitio web de recopilación de reseñas Rotten Tomatoes, el 69% de las reseñas de 36 críticos son positivas, con una calificación promedio de 6/10. El consenso del sitio web dice: "Un trío de actuaciones sólidas ayudan a Fingernails a transmitir sus ideas estimulantes a pesar de una historia ocasionalmente decepcionante". Metacritic, que utiliza un promedio ponderado, asignó a la película una puntuación de 63 sobre 100 , basado en 12 críticas, que indican críticas "generalmente favorables".